# Arènes de Cáceres
La Plaza de Toros de Cáceres, est une arène taurine historique de la ville espagnole de Cáceres (Estrémadure), où se déroulent des courses de taureaux et d'autres spectacles publics. Le bâtiment a été bâti entre 1844 et 1846 par l'architecte Secundino Pelilla,.
Depuis 1992 il est catalogué comme Bien d'Intérêt Culturel, autant par la Junte de l'Estrémadure que par le Ministère de la Culture. Les arènes ont un ruedo de 45 mètres de diamètre et peuvent accueillir 4.124 spectateurs, bien qu'originellement il y ait eu une capacité maximale de 8.000 personnes ,.
Les arènes ont été inaugurées le 6 août 1846.

## Bien d'intérêt culturel
La plaza de toros de Cáceres est protégée juridiquement comme Bien d'Intérêt Culturel (BIC). En 1992 la junte de l'Estrémadure élevait à la catégorie de Monument cette enceinte taurine .

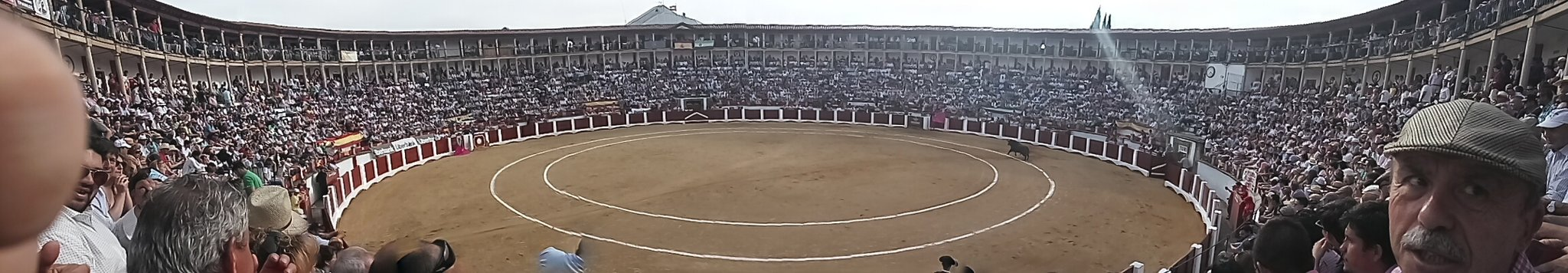
Courue de taureaux célébrée à Cáceres le 27 mai 2017.

## Foire taurine
La foire taurine de Cáceres s'organise pour la San Fernando .

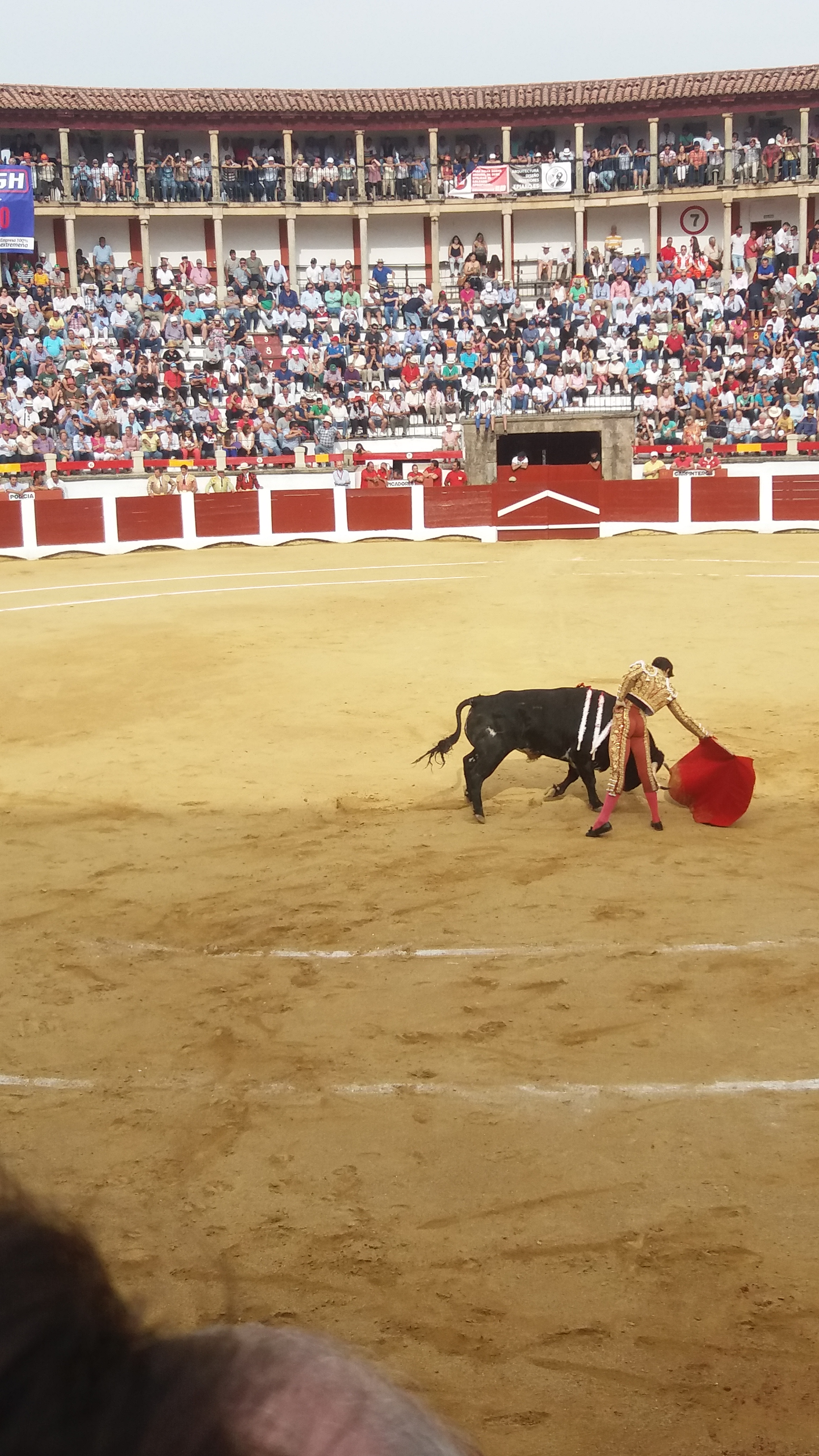
Corrida en mai 2017